# Бич, Альфред Эли
Альфред Эли Бич (англ. Alfred Ely Beach, 1 сентября 1826, Спрингфилд, Массачусетс — 1 января 1896, Нью-Йорк, Нью-Йорк) — американский изобретатель, издатель и патентный поверенный. Наиболее известен своим дизайном самого раннего предшественника метро Нью-Йорка, основав Beach Pneumatic Transit; также запатентовал пишущую машинку для слепых.

## Биография
Бич родился в Спрингфилде, штат Массачусетс, в семье известного издателя Мозеса Бича. Альфред Бич работал на своего отца, пока он и его друг Орсон Дезе Манн не решили купить относительно новое издание Scientific American. Они управляли журналом Scientific American до самой смерти, и ещё десятилетия им продолжали заниматься их сыновья и внуки. Манн и Бич также создали очень успешное патентное агентство. Бич запатентовал некоторые из своих собственных изобретений, в частности, первую пишущую машинку, предназначенную для слепых, и первую инженерную машину для Америки, спроектировал и построил один из первых в мире туннельных щитов в том же году, что и знаменитый инженер Джеймс Генри Грейтхед.
После Гражданской войны он основал школу для освобождённых рабов в Саванне (штат Джорджия), Институт Бича, который сейчас является домом для King-Tisdell Cottage Foundation.
Бич умер от пневмонии 1 января 1896 года в Нью-Йорке в возрасте 69 лет.

## Изобретение метро

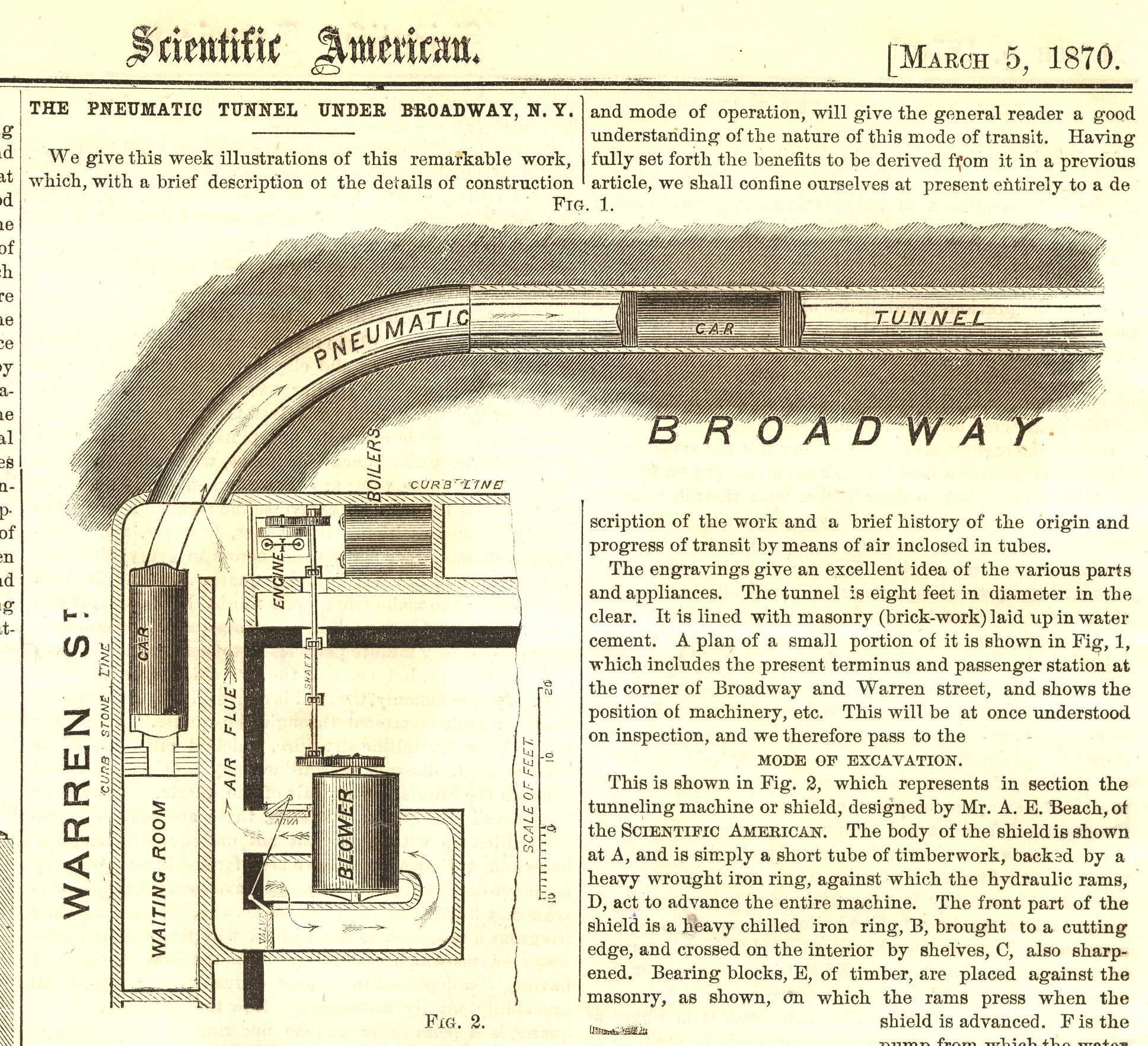
План станции Beach Pneumatic Transit и туннеля

Самым известным изобретением Бича было первое метро Нью-Йорка, основав Beach Pneumatic Transit. Эта идея возникла в конце 1860-х годов, когда движение в Нью-Йорке было кошмарным, особенно на его центральной артерии Бродвея. Бич был одним из немногих провидцев, предложивших построить под Бродвеем подземную железную дорогу, чтобы уменьшить заторы на дорогах. Вдохновением послужила подземная столичная железная дорога в Лондоне, но, в отличие от этого и других предложений для Нью-Йорка, Бич предложил использовать поезда, приводимые в движение пневматикой, вместо обычных паровых двигателей, и строительство с использованием тоннельного щита его изобретения, чтобы свести к минимуму помехи для улицы.
Бич использовал круглую форму, взяв за основу прямоугольный щит Марка Изамбарда Брюнеля, который представлял собой переход от прямоугольной формы к круглой. Было неясно, когда и кто изменил дизайн туннельного щита с прямоугольного на круглый, пока The New York Times не опубликовала статью с описанием оригинального туннельного щита Бича в 1870 году.